# Убежище Монрепо
«Убе́жище Монрепо́» — цикл очерков Михаила Салтыкова-Щедрина, написанный в 1878—1879 годах. Произведение закрепило за автором цитату «Я люблю Россию до боли сердечной и даже не могу помыслить себя где-либо кроме России».

## Сюжет
После отмены крепостного права множество молодых образованных дворян скупает поместья, надеясь способствовать развитию России в эпоху реформ. К ним относится и Прогорелов, который, кроме того, надеется устроить в своём новом подмосковном имении давно желаемый «родной уголок» и навсегда в нём уединиться. Своё поместье он после покупки называет Монрепо (от фр. mon repos — «мой покой»).
За 15 лет Прогорелов из-за легкомыслия и неумения вести хозяйство запускает имение. Будучи не в силах вести хозяйство, он оставляет идею навсегда уединиться в Монрепо как в «родном приюте» и лишь периодически приезжает туда как на дачу. Спокойствие Прогорелова нарушает появление вышедшего из кулачества предпринимателя Разуваева, желающего купить Монрепо. Кроме того, Прогорелов интересует станового Грацианова как политически неблагонадёжный.

## История создания
Цикл «Убежище Монрепо» включает пять очерков, первоначально опубликованных в журнале «Отечественные записки» в 1878–1879 годах под псевдонимом «Н. Щедрин». Первый очерк, вначале изданный как самостоятельное произведение, носил название «Убежище Монрепо». Идея цикла оформилась в ходе работы над вторым очерком — «Тревоги и радости в Монрепо». В первом отдельном издании 1880 года очерк «Убежище Монрепо» получил название «Общий обзор», а для всего цикла было принято первоначальное наименование первого очерка. Очерки в журнале публиковались в том порядке, в котором они впоследствии вошли в книгу. Рукописные материалы немногочисленны: известны лишь черновые автографы очерков «Общий обзор» и «Finis Монрепо».
Вышло три (фактически два) отдельных прижизненных издания «Убежища Монрепо»: первое — в 1880 году, второе (не помеченное «вторым») — в 1882 году (с указанием на обложке: 1883) и, наконец, третье, помеченное вторым — в 1883 году (оставшаяся часть тиража 1882 года, выпущенная с тем же титульным листом, но в новой обложке: «Убежище Монрепо, Сочинение М. Е. Салтыкова (Щедрина). Издание второе. С.-Петербург, 1883»). 
Тексты обоих прижизненных изданий, 1880 и 1882/1883, содержат ряд мелких стилистических расхождений. Кроме того, в них фамилия Прокофьева заменена на Прохорова, Колупаева — на Ковыряева (только в издании 1880 года), сотские — на «урядники» (издание 1883 года).